# Methyl-9-decenoat
Methyl-9-decenoat ist eine chemische Verbindung aus der Gruppe der Alkensäuremethylester.

## Gewinnung und Darstellung
Methyl-9-decenoat kann durch Cometathese oder Ethenolyse von Ethen mit Methyloleat gewonnen werden.

## Eigenschaften
Methyl-9-decenoat ist eine farblose Flüssigkeit, die sehr schwer löslich in Wasser ist.

## Verwendung
Methyl-9-decenoat wird als Zwischenprodukt zur Herstellung anderen chemischer Verbindungen (zum Beispiel 9-Oxo-trans-2-decensäure) verwendet.